# Dobsonia viridis
Dobsonia viridis — вид рукокрилих, родини Криланових. 

## Середовище проживання
Країни поширення: Індонезія — острови Кай, Центральні й Південні Молукки включаючи острови Серам, Амбон, Буру, Банда. Поширені в порушених лісах, кокосових плантація і садах.

## Стиль життя
Лаштує сідала в печерах і дерева.

## Загрози та охорона
Немає серйозних загроз для видів у всьому ареалі. Полювання, особливо в печерах, являє собою локалізовану загрозу для деяких груп населення. Цей вид зустрічається в деяких охоронних територіях у всьому ареалі.